# Guina Gallon
Aguinaldo Roberto Gallon (Ribeirao Preto, 4 de febrero de 1958), más conocido como Guina o Quinha, es un exfutbolista brasileño de ascendencia italiana.

## trayectoria
A los 19 años fue el máximo goleador de la Copa Mundial de Fútbol Juvenil de 1977, celebrada en Túnez, tras marcar cuatro goles. en dicho torneo fue galardonado con el Botín de Oro
Procedente del Vasco da Gama, llegó a España en la temporada 1981-82. Destacó en las filas del Real Murcia, club en el que jugó durante seis temporadas, logrando dos ascensos a Primera División en las temporadas 1982-83 y 1985-86. Fue el máximo goleador del equipo grana en el primero de ellos.
Tras una breve estancia en Portugal jugando en Os Belenenses, regresó a España para jugar en el Club Deportivo Tenerife, donde consiguió un nuevo ascenso a Primera División en la temporada 1988-89. Marcó seis goles, jugando un papel importante en su regreso a la máxima categoría. La campaña siguiente anotó otros seis goles. Tras ello, se marchó al Elche Club de Fútbol. Su último equipo fue el Botafogo de Ribeirão Preto.
Años después, fue asesor del también futbolista Roberto Carlos.

## Clubes
| Club                       | País     | Año       |
| -------------------------- | -------- | --------- |
| Comercial                  | Brasil   | 1976      |
| Vasco de Gama              | Brasil   | 1977-1981 |
| Real Murcia                | España   | 1981-1986 |
| Os Belenenses              | Portugal | 1986-1987 |
| CD Tenerife                | España   | 1987-1990 |
| Elche CF                   | España   | 1990-1991 |
| Sao Caetano                | Brasil   | 1991      |
| Botafogo de Ribeirão Preto | Brasil   | 1992      |

## Palmarés

### Campeonatos nacionales
| Título             | Club          | Temporada |
| ------------------ | ------------- | --------- |
| Campeonato Carioca | Vasco de Gama | 1977      |
| Taça Guanabara     | Vasco de Gama | 1977      |
| Segunda División   | Real Murcia   | 1982-1983 |
| Segunda División   | Real Murcia   | 1985-1986 |